# Tom Tachell
Tom Tachell est un joueur de tennis australien. 
Il a notamment remporté les Internationaux d'Australie en 1907, en double messieurs (avec Randolph Lycett).

## Palmarès en Grand Chelem

### Titres en double
|   | Date | Nom et lieu du tournoi               | Catégorie    | Surface | Partenaire      | Finalistes             | Score                    | Tableau |
| - | ---- | ------------------------------------ | ------------ | ------- | --------------- | ---------------------- | ------------------------ | ------- |
| 1 | 1905 | Australasian Championships Melbourne | Grand Chelem | Gazon   | Randolph Lycett | E.T. Barnard B. Spence | 11-9, 8-6, 1-6, 4-6, 6-1 | Tableau |